# Provenchères-lès-Darney
Provenchères-lès-Darney ist eine französische Gemeinde mit 144 Einwohnern (Stand: 1. Januar 2022) im Département Vosges in der Region Grand Est. Sie gehört zum Arrondissement Neufchâteau und zum Gemeindeverband Les Vosges côté Sud-Ouest. Die Bewohner werden Provenchérois und Provenchéroises genannt.

## Geografie

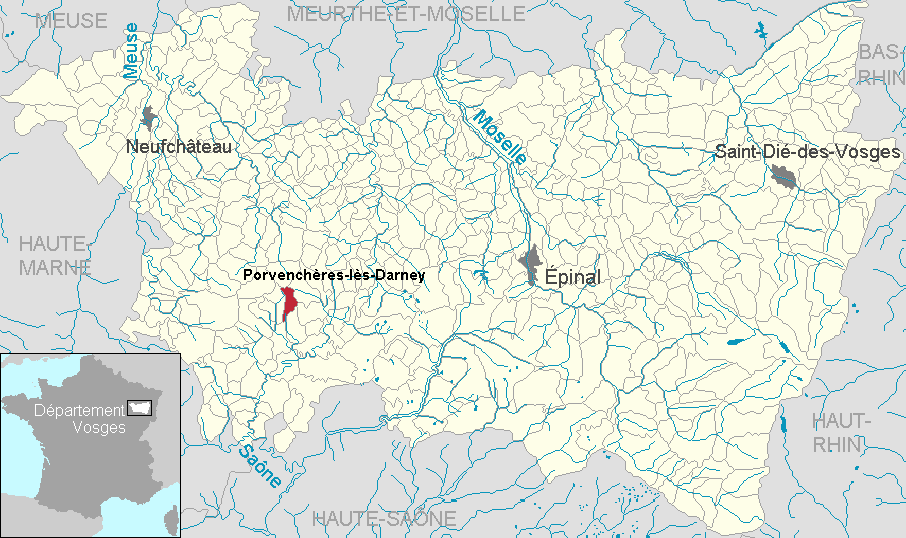
Lage der Gemeinde Provenchères-lès-Darney im Département Vosges

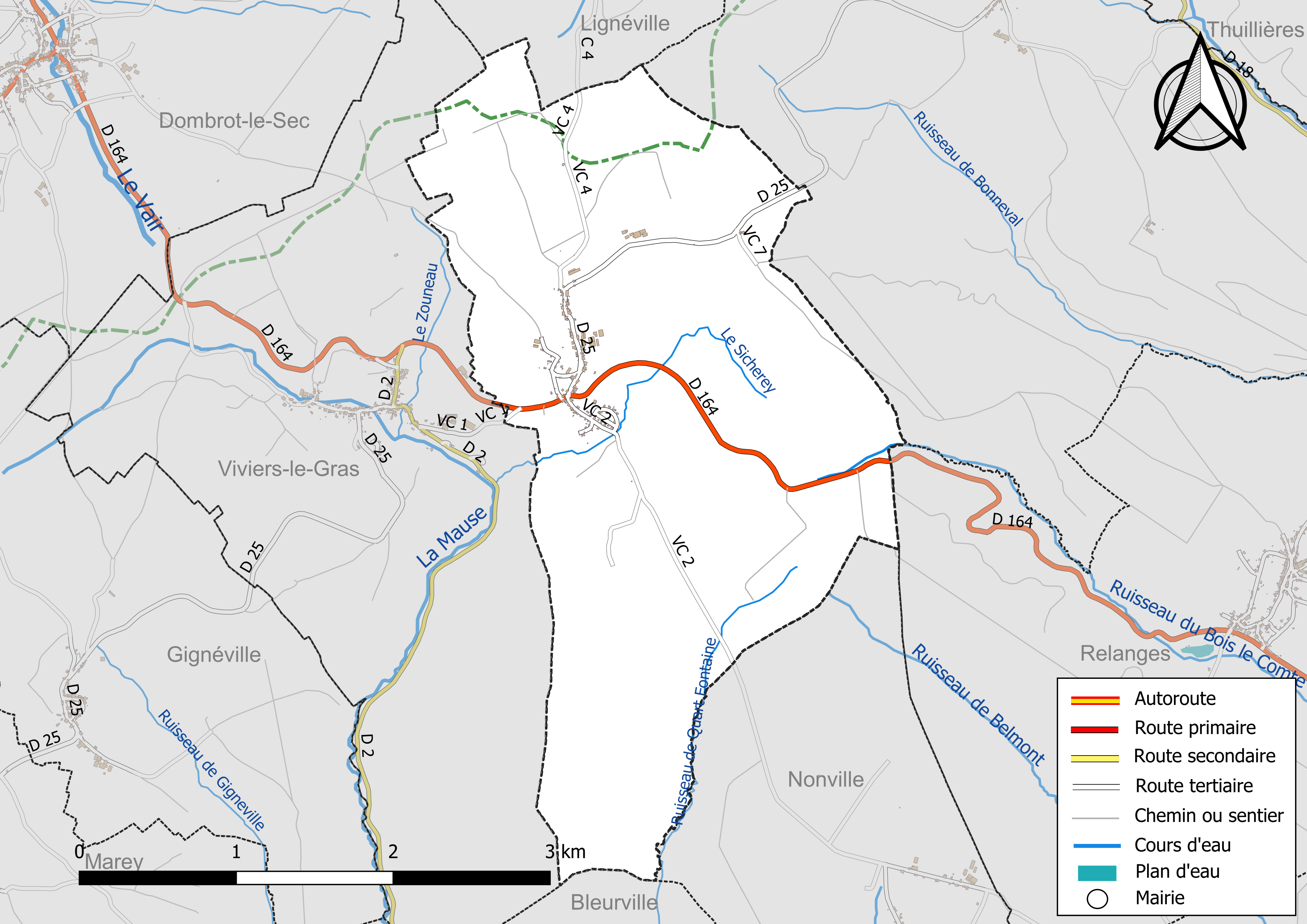
Gewässer und Straßen der Gemeinde

Provenchères-lès-Darney liegt im äußersten Südwesten Lothringens etwa acht Kilometer südlich von Vittel und etwa 39 Kilometer westlich von Épinal.
An der Nordgrenze der Gemeinde verläuft die Rhein-Rhône-Wasserscheide. Hier liegt mit dem Haut-de-Thiébaut auf 458 m der höchste Punkt im Gemeindegebiet. Die auf der Gemarkung Provenchères entspringenden Bäche Ruisseau le Sicherey und Ruisseau de Quart Fontaine fließen unabhängig voneinander in Richtung Süden zur oberen Saône.
Mehr als die Hälfte des Gemeindeareals ist von Wäldern bedeckt (les Grand Bois).
Nachbargemeinden von Provenchères sind Lignéville im Norden, Saint-Baslemont im Nordosten, Relanges im Südosten, Nonville und Bleurville im Süden sowie Viviers-le-Gras im Westen.

## Geschichte
Im Jahr 1136 wurde das Dorf als De Provincheriis erstmals in einer Urkunde erwähnt. Provenchères gehörte zur Landvogtei Bassigny, später dem Propst und der Vogtei von Lamarche.
Die Kirchengemeinde Provenchères war Teil des Dekanates Vittel in der Diözese Toul. Der Zehnt wurde dabei zwischen dem Baron von Deuilly, dessen Familie in Serécourt ansässig war, und dem Abt von Luxeuil geteilt.
Die Burg Le Cras wurde 1691 im Rahmen des Pfälzischen Erbfolgekriegs von den Schweden zerstört. An sie erinnern noch die Straßennamen Rue du Cras und Allée du Cras.
Um Verwechslungen mit der Gemeinde Provenchères-sur-Fave, die ebenfalls im Département Vosges liegt, zu vermeiden, wurde Provenchères per Dekret vom 22. Mai 1867 zu Provenchères-lès-Darney umbenannt.

### Bevölkerungsentwicklung
| Jahr      | 1962 | 1968 | 1975 | 1982 | 1990 | 1999 | 2010 | 2021 |
| Einwohner | 161  | 165  | 183  | 168  | 177  | 150  | 172  | 147  |

Im Jahr 1831 wurde mit 426 Bewohnern die bisher höchste Einwohnerzahl ermittelt. Die Zahlen basieren auf den Daten von cassini.ehess und INSEE.

## Sehenswürdigkeiten
- Kirche Sainte-Colombe, ab 1860 in Teilen neu gebaut

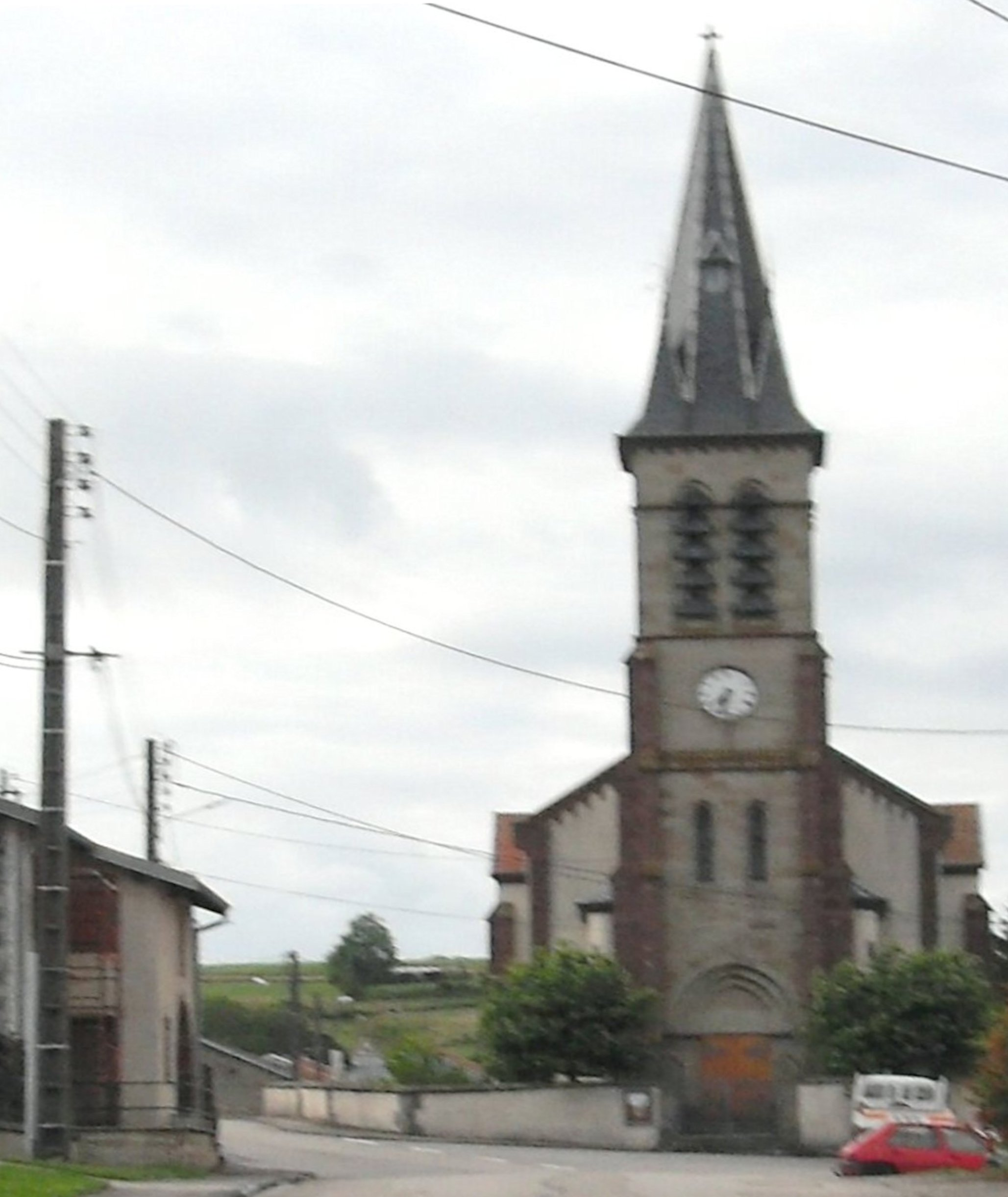
Kirche Sainte-Colombe
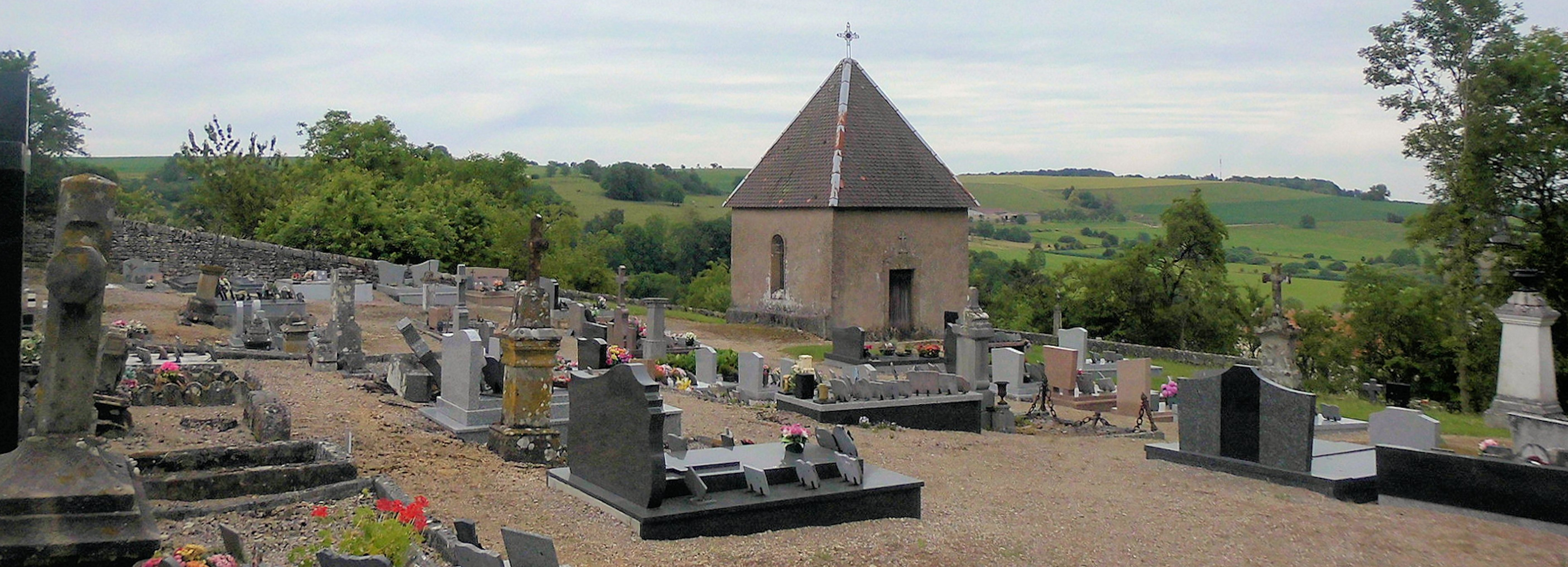
Friedhofskapelle

## Wirtschaft und Infrastruktur
In der Gemeinde sind sieben Landwirtschaftsbetriebe ansässig (Milchwirtschaft, Rinderzucht).
Die Departementsstraße D 164 von Neufchâteau über Contrexéville, Darney und Bains-les-Bains nach Saint-Loup-sur-Semouse führt als Hauptstraße durch die Gemeinde. Der nächste Bahnhof befindet sich im neun Kilometer entfernten Contrexéville.

## Belege
1. ↑  Provenchères auf vosges-archives.com (Memento vom 5. März 2016 im Internet Archive) (PDF-Datei, französisch; 109 kB)
2. ↑  Provenchères-lès-Darney auf cassini.ehess
3. ↑  Provenchères-lès-Darney auf INSEE
4. ↑  Landwirtschaftsbetriebe auf annuaire-mairie.fr (französisch)